# George Keith, X conte maresciallo
George Keith, X Conte Maresciallo di Scozia (Castello di Inverugie, 2 aprile 1693 – Potsdam, 28 maggio 1778) è stato un ufficiale e diplomatico scozzese.
È noto per aver guidato le forze giacobite durante l’insurrezione del 1719. In seguito si unì all'esercito prussiano e divenne uno stretto confidente di Federico il Grande, servendo come suo ambasciatore in Francia e in Gran Bretagna. Fu il decimo e ultimo Conte Maresciallo di Scozia, titolo ereditato dalla famiglia cui apparteneva, il Clan Keith.

## Biografia
George era figlio di William Keith, IX Conte Maresciallo e Mary Drummond, figlia di James Drummond, I duca di Perth. Nacque probabilmente nel Castello di Inverugie, in Scozia, ed ereditò il titolo di suo padre nel 1712. Keith prestò servizio nelle Fiandre sotto il duca di Marlborough dal 1708 al 1711, ma per aver supportato l’ascesa del Vecchio Pretendente sul trono britannico dopo la morte della regina Anna fu privato del suo incarico (o si dimise). Per questa ragione, combatté a fianco dei Giacobiti durante l'insurrezione del 1715, culminata nella battaglia di Sheriffmuir, e per questo fu accusato di tradimento dal governo britannico, e di conseguenza le sue proprietà caddero nelle mani della corona.
Fuggì nel continente europeo e continuò a servire la corte giacobita ad Avignone ed esserne ambasciatore in Spagna. Guidò lo sbarco in Scozia di una forza di marines spagnoli ed esuli giacobiti durante l'insurrezione giacobita del 1719, ma fuggì nuovamente in Europa dopo la sconfitta nella battaglia di Glen Shiel. Il 29 dicembre 1725 fu nominato cavaliere dell'Ordine del Cardo dal Vecchio Pretendente. Nel marzo 1740, il Vecchio Pretendente nominò Keith suo Comandante in Capo in Scozia, sebbene la posizione fosse puramente titolare e non avesse alcun ruolo pratico. Si ritirò dalla corte spagnola nel 1741, trovandosi impotente ad aiutare la causa giacobita e avvertendo il Vecchio Pretendente di non fidarsi dei rapporti positivi mandati dal suo agente di Parigi, Lord Sempill. Venne sempre più isolato dai numerosi complotti giacobiti dei primi anni '40 del '700 ed entrò al servizio di Federico il Grande di Prussia. Nell'agosto 1751, Federico nominò Keith suo ambasciatore a Versailles. Keith era sempre stato diffidente nei confronti di Carlo Edoardo Stuart, il nuovo Pretendente al trono, e si rifiutò di incontrarlo a Parigi durante le visite segrete del principe, incontrandosi solo con l'agente del principe Henry Goring. In seguito al licenziamento di Goring da parte del Principe nel 1751, Keith interruppe ogni comunicazione con quest’ultimo.
Ha poi servito Federico il Grande come suo ambasciatore in Spagna dal 1759 al 1761, informando da lì il governo britannico dei preparativi spagnoli che erano in atto per entrare in guerra al fianco della Francia contro la Gran Bretagna, ciò gli valse quindi la grazia da Giorgio II, il 29 maggio 1759. Ulteriori azioni del governo britannico gli restituirono il diritto di usare il suo titolo e quello di riacquistare le sue proprietà in Gran Bretagna. Federico il Grande, nominò quindi Keith suo ambasciatore in Gran Bretagna nel 1759, ma nonostante brevi viaggi di ritorno in Scozia nel 1761 e 1763-64, trovò il clima e i suoi vicini sfavorevoli alla sua persona. Perciò su invito di Federico il Grande, Keith vendette le proprietà e tornò definitivamente in Prussia, diventando un caro amico del re prussiano e morendo a Potsdam nel 1778.

### Curiosità
Oltre all'ambito militare e politico, Keith era anche un appassionato di arte e cultura. Durante i suoi viaggi in Europa, ha collezionato una vasta gamma di opere d'arte e manoscritti, molti dei quali sono ancora conservati nella sua raffinata residenza, Duff House.
Keith trascorse gran parte della sua vita a Duff House, dove accolse numerosi nobili ed artisti. La sua passione per l'arte lo spinse a prendere sotto la sua protezione celebre pittore William Hogarth e a contribuire alla fondazione della Royal Society of Arts. Il suo ritratto è oggi conservato nella collezione della National Portrait Gallery di Londra.
Keith successivamente ricevette l'Ordine dell'Aquila Nera per i servizi resi. Fu anche amico e mecenate di Jean-Jacques Rousseau. Inoltre suo fratello James Francis Edward Keith servì anch'egli la Prussia come feldmaresciallo.